# 果松镇
果松镇，是中华人民共和国吉林省通化市通化县下辖的一个乡镇级行政单位。

## 行政区划
果松镇下辖以下地区：
宏信社区、骅丰社区、六道沟村、杉松村、复兴村、南岔村、先锋村、万隆村、五道沟村、东胜村、果松川村、七道沟村和东明村。